# Monteiroa smithii
Monteiroa smithii är en malvaväxtart som beskrevs av Antonio Krapovickas. Monteiroa smithii ingår i släktet Monteiroa och familjen malvaväxter. Inga underarter finns listade i Catalogue of Life.